# Nectandra salicifolia
Nectandra salicifolia là loài thực vật có hoa trong họ Nguyệt quế. Loài này được (Kunth) Nees miêu tả khoa học đầu tiên năm 1836.